# Tetragnatha tanigawai
Tetragnatha tanigawai är en spindelart som beskrevs av Yutaka Okuma 1988. Tetragnatha tanigawai ingår i släktet sträckkäkspindlar, och familjen käkspindlar. Inga underarter finns listade i Catalogue of Life.